# 松下雛乃
松下 雛乃（まつした ひなの、1996年11月10日 - ）は、島根県出身のファッションモデル。アデッソに所属していた。

## 人物・略歴
佼成学園女子高等学校、青山学院大学国際政治経済学部国際経済学科卒業。
学生時代にはアデッソ所属のファッションモデルとして活動し、モデル検索サイト『女子ペディア』にも登録。その一方で海外インターンシップ等にも精力的に取り組む。IELTSスコアは6.0。
大学を卒業後、サイバーエージェントへの2年間の在籍を経てスタートアップ企業の Manabie International Private Limited. に入社した。以後は海外教育業界のDX支援に携わっている。

## 出演
脚注の無いデータは、すべてアデッソ所属当時のプロフィールからの参考。

### テレビ
- ドラクロワ（NHK）
- 人生が変わる1分間の深イイ話（日本テレビ） - 「3行ラブレター」出演

### CM
- 日清ラ王 焦ガッキー襲来篇（2018年、日清食品）[5]

### 雑誌
- 百日草のはなよめ 10月号（2018年、株式会社百日草）[8]

### スチール
- 銀座かねまつ
- 名古屋外国語大学
- 振袖＆袴モデル（2019年、フォトスタジオKOWA）[9]

### WEB
- トヨタ認定中古車 Tバリュー（カービュー）
- YouTube サイバーエージェント新オフィス社員食堂に潜入！新入社員にOB訪問してみた！！！（しゅんダイアリー就活チャンネル）[10]
- YouTube 発展途上国のオンライン学習塾が凄すぎる（平野 夏紀【教育百貨店チャンネル】）[11]